# 桜川文橋
桜川 文橋（さくらがわ ぶんきょう、生没年不詳）とは、江戸時代の浮世絵師、戯作者。

## 来歴
師系不詳。姓は桜川（一説に桜井）、文きゃう、文橋と号し、戯作名には時鳥館主人と称す。作画期は寛政のころで、鳥居清長風の美人錦絵数点と7点の黄表紙の挿絵と作を残している。桜川慈悲成と同一人ともいわれるが定かではない。

## 作品
- 『艶事雨三囲』（ぬれごとあめのみめぐり）二巻　※黄表紙、寛政2年（1790年）刊行。自画作
- 『三人寄れば　文珠智恵』二巻　※黄表紙
- 『呼継金成植』（よびつぎかねのなるき）二巻　※黄表紙、時鳥館主人（文橋）作
- 『新吉原聖賢画図』三巻　※黄表紙、芍薬亭長根作
- 『聴従浅黄色事』（ぎょいしだいあさぎのいろごと）二巻、※黄表紙、芍薬亭長根作
- 『金銀太平記』二巻　※黄表紙、寛政3年刊行、荒金土生作
- 『駿河二丁町金鶏名残』二巻　※黄表紙、刊行年不明。山東京伝作
- 「深川八景　石場の秋月」　小判錦絵　揃物
- 「深川八景　表やくらのはん鐘」　小判錦絵　揃物
- 「品川茶屋」　中判錦絵　アッヘンバッハ版画財団所蔵
- 「松葉屋内歌之助と歌姫（太夫道中図）」　中判錦絵